# Sphecapatodes maroccanus
Sphecapatodes maroccanus är en tvåvingeart som beskrevs av Seguy 1941. Sphecapatodes maroccanus ingår i släktet Sphecapatodes och familjen köttflugor.
Artens utbredningsområde är Marocko. Inga underarter finns listade i Catalogue of Life.